# Dramljowa
Dramljowa (belarussisch Драмлёва, russisch Дремлево) ist ein abgegangenes Dorf etwa 1 km östlich von Szjapanki, Rajon Schabinka der Oblast Brest in Belarus. Es befindet sich etwa 30 Kilometer nordöstlich von Brest.
Der Ort wurde am 11. September 1942 von Einheiten der SS im Rahmen des Unternehmens Dreieck überfallen. Beim Massaker von Dramljowa wurden 286 Dorfbewohner getötet, darunter 124 Kinder und 74 Frauen. 43 Gehöfte wurden geplündert und niedergebrannt. 
Das Dorf wurde danach nicht wieder aufgebaut. 1967 wurde ein kleiner Hügel aufgeschüttet. Eine Gedenkstätte wurde in der Mitte des Ortes 1982 errichtet. Eine Skulptur stellt eine Großmutter mit ihrer Tochter und ihrer Enkelin dar. Alljährlich findet eine Gedenkveranstaltung statt.